# كريس نيومان (كاتب)
كريس نيومان (بالإنجليزية: Chris Newman)‏ هو كاتب ورسام وملحن ومغني وشاعر بريطاني، ولد في 19 أكتوبر 1958 في لندن الكبرى في المملكة المتحدة.